# 花崗閃緑岩
花崗閃緑岩（かこうせんりょくがん、英: granodiorite）は、花崗岩と閃緑岩の中間的な性質の深成岩。火山岩のデイサイトに対応する。広義の花崗岩に含まれるが、狭義の花崗岩に比べると、アルカリ長石より斜長石がはるかに多い。
日本に産する「花崗岩」はアルカリ長石が少なく、花崗閃緑岩であることが多い。

## 近縁の深成岩
花崗岩
花崗閃緑岩とは石英の量がほぼ同じで、アルカリ長石が多いもの。
トーナル岩
花崗閃緑岩とは石英の量がほぼ同じで、アルカリ長石をほとんど含まないもの。
石英モンゾ閃緑岩、石英モンゾ斑れい岩
花崗閃緑岩とは長石の割合（アルカリ長石：斜長石）が同じで、石英の量が少ないもの。
石英閃緑岩、石英斑れい岩
花崗閃緑岩に比べ、石英、アルカリ長石とも少ないもの。